# Walter Siering
Hans Walter Siering (* 1. Juli 1905 in Hamburg; † 17. Juni 1997 in Köping, Schweden) war ein deutscher Pädagoge und Widerstandskämpfer.

## Leben

### Weimarer Republik
Siering wurde als Sohn des Elektrikers August Siering geboren und wuchs mit seinem Bruder Kurt im Hamburger Stadtteil Barmbek-Süd auf. Er besuchte die Volksschule und absolvierte eine Ausbildung zum Elektriker. Später arbeitete er bei der Deutschen Reichsbahn als Güterbodenarbeiter und legte noch kurz vor seiner Flucht die Prüfung zum Betriebsassistenten ab. Nachdem er sich im Alter von 15 Jahren der Sozialistischen Arbeiterjugend (SAJ)
angeschlossen hatte, trat er 1923/24 in die SPD ein. Er engagierte sich in der sozialistischen Kinder- und Jugendbewegung bei den Roten Falken, als deren Leiter er fungierte. 1927 heiratete er Antonie Frank, genannt Toni, 1929 wurde die Tochter Lieselotte geboren.

### Nationalsozialismus
Als die Nationalsozialisten 1933 die Macht übernahmen, war Walter Siering SPD-Bezirksführer im Distrikt Eppendorf. Er wohnte im Schrammsweg 27. Dem Reichsbanner Schwarz-Rot-Gold gehörte Siering seit 1932 an. Er hatte an militärischen Übungen teilgenommen und stand am 30. Januar 1933 mit anderen bereit, die Republik zu verteidigen. Nach der Machtübernahme beteiligte er sich gemeinsam mit seiner Frau an den Widerstandsaktivitäten der verbotenen SPD. Dazu gehörten u. a. die Herstellung und Verteilung illegaler Schriften, als Skatrunden getarnte Treffen und politische Vorträge im Wochenendhaus der Eltern in Holm-Seppensen. Die Verbindung der Hamburger Sozialdemokraten zum SPD-Grenzsekretariat in Kopenhagen riss durch Verhaftungen immer wieder ab, schließlich übernahm Sierings Schwager Hans Lindner die Aufgabe. Nachdem dieser Anfang April 1937 nach Dänemark geflohen war, wurde Siering bald darauf der neue Verbindungsmann. Nach eigenen Angaben lernte er den Leiter des Grenzsekretariats, Richard Hansen, kennen, als er Familienangehörige von Hans Lindner nach Dänemark begleitete. Hansen überzeugte Siering davon, die Arbeit seines Schwagers fortzusetzen.
Die Hauptaufgaben bestanden darin, Informationen über die Entwicklung in Hamburg zu sammeln, Berichte zu verfassen und diese nach Kopenhagen zu schicken. Darüber hinaus wurden nach Deutschland geschleuste illegale Schriften zur Verteilung gebracht, etwa durch den Einwurf vorbereiteter Briefe. Besonders eng arbeitete Siering mit dem früheren Distriktsführer Robert Finnern und dem früheren Landesvorstandsmitglied Wilhelm Bock, der
über vielfältige Kontakte verfügte, zusammen. Etwa acht weitere Personen gehörten zu seinem Unterstützerkreis. Die Mitteilungen schrieb Siering mit einer chemischen Flüssigkeit auf, die unsichtbar war. Per Brief oder mit Zeitungen und Zeitschriften wurden die Berichte nach Kopenhagen gesandt. Auch erhielt Siering Anweisungen aus Kopenhagen, Nachforschungen über verhaftete Genossen und deren Verfahren anzustellen. Er baute Verbindungen nach Flensburg, Kiel und Berlin auf, und ihm oblag die Aufgabe, große Summen von Geld zu verwalten und bei Bedarf auszuhändigen.

### Exil
Nach der Verhaftung eines ihm bekannten Sozialdemokraten hatte Walter Siering das Gefühl, beobachtet zu werden. Als Anfang März 1938 illegale Schriften aus Kopenhagen über Kiel nach Hamburg geliefert werden sollten, besprach Siering die Situation mit Wilhelm Bock. Dieser empfahl, sofort nach Dänemark zu fahren. Walter Siering verbrachte die Nacht bei einem Freund und fuhr am nächsten Tag, dem 2. März 1938, zusammen mit seiner Frau und der Tochter ins sichere Nachbarland. Tatsächlich hatte Siering bereits unter Beobachtung gestanden. Der Gestapo-Spitzel Herbert Behrendt alias Eduard oder Werner Rosenthal, der unter der Bezeichnung "S 3" von Berlin aus geführt wurde, hatte sich das Vertrauen von Richard Hansen in Kopenhagen erschlichen und die Verbindungen verraten. Die drei bei der Übergabe der illegalen Schriften am 3. März 1933 festgenommenen Sozialdemokraten Robert
Finnern, Wilhelm Bock und Oskar Nielsen überlebten die Haft nicht.
In Siering sah die Gestapo „eine führende Persönlichkeit der illegalen SPD für Norddeutschland“. Gegen ihn wurde ein Verfahren vor dem Volksgerichtshof angestrengt. Durch Bekanntmachung vom 14. November 1938 wurde ihm, seiner Frau und seiner neunjährigen Tochter Lieselotte die deutsche Staatsangehörigkeit aberkannt. Im Laufe des Jahres 1939 begegnete Walter Siering dem immer noch nicht enttarnten Werner Rosenthal in Kopenhagen. Sierings Karteikarte bei der Gestapo ist zu entnehmen, dass der Spitzel am 1. Juni 1940 die Deckadresse des Sozialdemokraten meldete. Tatsächlich versuchte Rosenthal nach der Besetzung Dänemarks, Siering auf einer Autofahrt in die Nähe des Polizeipräsidiums zu bringen, vermutlich um ihn auszuliefern. Am 5. Juli 1940 hielt die Gestapo auf der Karteikarte fest, dass Siering sich am 9. April 1940, am Tag der Besetzung, nach Schweden
abgesetzt habe. Tatsächlich konnte Walter Siering erst im Mai ins sichere Nachbarland fliehen.

### Schweden
Walter Siering ließ sich im schwedischen Köping (Västmanland), nieder, wo 1943 die zweite Tochter, Inga-Liese, geboren wurde. Sieben Jahre später erhielt die Familie die schwedische Staatsbürgerschaft. Siering arbeitete von 1942 bis zum Renteneintritt in einer Zementfabrik in Köping. Daneben studierte er von 1947 bis 1951 Pädagogik und Psychologie. Nach seinem Studium übernahm er 1952 neben seiner Arbeit die Leitung der Kindergärten in Köping und engagierte sich auch politisch für deren Ausbau. Zwei Jahre später wurde er für die Sozialdemokraten als erster Ausländer in die Stadtverordnetenversammlung von Köping gewählt, der er zwölf Jahre angehörte. Die Leitung der Kindergärten gab er 1971 ab. Nach einer Gehirnblutung 1988 war Walter Siering gesundheitlich schwer beeinträchtigt und auf den Rollstuhl angewiesen. Er starb am 17. Juni 1997.